# Соловьёв, Иван Николаевич (юрист)
Ива́н Никола́евич Соловьёв (род. 22 августа 1970, Москва, СССР) — российский государственный и общественный деятель, юрист, учёный-правовед, писатель, сценарист. Доктор юридических наук, профессор. Заслуженный юрист Российской Федерации.
Советник председателя Ассоциации ветеранов боевых действий органов внутренних дел и внутренних войск России. Член Научно-консультативного совета Следственного комитета Российской Федерации (2013—2019). Руководитель аппарата Уполномоченного по правам человека в Российской Федерации (2016—2018).
Действительный государственный советник Российской Федерации 3 класса (2014). Полковник милиции в отставке (2012).

## Биография

### Образование
В 1993 году окончил Московский государственный университет имени им. М. В. Ломоносова по специальности «История».
В 1996 году в том же университете получил второе высшее образование со специализацией по юриспруденции.
В мае 2010 года в Европейском учебном институте при МГИМО МИД России прослушал курс «Европейская система защиты прав человека. Деятельность Европейского Суда и исполнение его решения».
В мае 2011 году в Европейском учебном институте при МГИМО МИД России прослушал курс «Пространство свободы, безопасности законности: институционально-правовое обеспечение взаимодействия».
В 2017 и 2018 годах прошел краткосрочное обучение в Европейском учебном институте МГИМО МИД России по теме: «Реализация международных и конституционных гарантий прав человека в российском праве и правоприменительной практике».
В 2019 году прошел краткосрочное обучение в Институте повышения квалификации и профессиональной переподготовки работников Финансового университета при Правительстве Российской Федерации по программе «Современные информационно-коммуникационные технологии в образовательной деятельности»

### Карьера
В 1995 году поступил на службу в аналитический отдел управления Департамента налоговой полиции по городу Москве, работал в оперативных и инспекторских подразделениях.
В 1999 году перешел в центральный аппарат Федеральной службы налоговой полиции России на должность старшего следователя по особо важным делам Следственной части Главного следственного управления ФСНП России.
В 2002 году Соловьёв назначен начальником отдела дознания Федеральной службы налоговой полиции Российской Федерации, затем — заместителем начальника Правового управления ФСНП России.
В апреле 2003 года возглавил управление судебно-правовой защиты в Министерстве внутренних дел Российской Федерации.
В 2004 году получил должность начальника уголовно-правового управления, в 2010 году стал заместителем начальника Правового департамента Министерства внутренних дел Российской Федерации.
В 2012—2014 годах руководил аппаратом Комитета Государственной Думы по безопасности и противодействию коррупции. Являлся главным научным сотрудником Института законодательства и сравнительного правоведения при Правительстве РФ.
С июля по октябрь 2016 года занимал должность начальника Управления защиты прав человека в уголовном судопроизводстве Аппарата Уполномоченного по правам человека в Российской Федерации.
С октября 2016 года работал заместителем Управляющего делами Уполномоченного по правам человека в Российской Федерации.
С 8 ноября 2017 года — руководитель рабочего Аппарата Уполномоченного по правам человека в Российской Федерации. Принимал непосредственное участие в освобождении из плена двух российских военнослужащих Максима Одинцова и Александра Баранова, похищенных в 2016 году на одном из пограничных пунктов пропуска. В ноябре 2018 года уполномоченный по правам человека Татьяна Москалькова предложила Соловьёву покинуть пост главы аппарата Уполномоченного, мотивируя тем, что персонажи, постоянно мелькающие в светской хронике, на руководящем правозащитном посту не нужны, а также позицией его жены Натальи Поклонской по пенсионной реформе. Соловьёв не был согласен с основаниями для отставки, однако всё же согласился уволиться.
С ноября 2018 года вместе с Поклонской занимался общественными и правозащитными проектами, связанными с защитой прав крымчан, православных верующих, оказанием высокотехнологичной медицинской помощи детям Донбасса, направлением на лечение и реабилитацию в Россию детей из Сирийской Арабской Республики и другими направлениями.
С сентября 2019 года занимается реализацией общественного проекта «Дело жизни» по оказанию помощи семьям, в которых дети были лишены статуса инвалида.
В 2019 года стал автором сценария полнометражного художественного фильма «Пункт пропуска», а также сыграл в нем одну из главных ролей — адмирала Александра Елагина. Об особенностях своей первой роли в кино и появившихся недоброжелателях Соловьев рассказал в большом интервью журналу Космополитен.
18 марта 2021 премьера художественного фильма «Пункт пропуска» состоялась в большом зале центрального дома кино и была приурочена к 7-й годовщине аннексии Крыма и Севастополя Россией, а 8 апреля 2021 года — в г. Донецке, на которой присутствовал глава сепаратистской ДНР Д. Пушилин, руководство ДНР, главы городов, деятели культуры, юнармейцы, бойцы армии и милиции.
С 2022 года руководит общественным проектом по противодействию телефонному и онлайн мошенничеству «Не дай себя обмануть», широко освещая результаты работы в СМИ.

### Научная деятельность
В 1999 году защитил в Московском государственном университете им. М. В. Ломоносова кандидатскую диссертацию на тему «Уголовно-правовая и криминологическая характеристика налоговых преступлений (ст. 198 и 199 УК РФ)».
В 2004 году защитил в Российской правовой академии Министерства юстиции РФ докторскую диссертацию на тему «Реализация уголовной политики России в сфере налоговых преступлений: Проблемы и перспективы». Доктор юридических наук.
С 2005 года по сентябрь 2019 года — профессор Департамента правового регулирования экономической деятельности Финансового университета при Правительстве РФ.
С 2012 года — главный научный сотрудник Института законодательства и сравнительного правоведения при Правительстве РФ (отдел финансового, налогового и бюджетного законодательства).

### Личная жизнь
Четыре раза состоял в браке, имеет детей. С июня 2018 по декабрь 2019 года был супругом экс-прокурора Крыма и экс-депутата Госдумы Натальи Поклонской.

## Общественная деятельность
Ведёт активную общественную деятельность. В 2018—2019 годах реализовал ряд проектов, писал книги, давал интервью.
В марте 2019 года в Ливадийском дворце в Крыму, а затем в Москве, Санкт-Петербурге и Донецке вместе с супругой презентовал автобиографическую книгу «Крымская весна: до и после. История из первых уст». Книга получила резонанс как в России так и за рубежом
Впоследствии книга была запрещена на территории Украины. Государственным комитетом по телевидению и радиовещанию Украины были даны рекомендации не ввозить её на территорию государства.
Назвал «никчемным и утратившим совесть человеком» бизнесмена Олега Зубкова, который предложил выдать Поклонскую Украине, где против нее возбуждено несколько уголовных дел. К тому же Соловьев призвал правоохранителей проверить правомерность высказывания бизнесмена.
28 марта 2019 года дал интервью в Первом Проекте, он рассказал об омбудсмене Москальковой, о работе в аппарате уполномоченного по правам человека РФ, об эффективности омбудсмена в РФ, о своем союзе с Поклонской и настроениях в Крыму.
В октябре 2019 года выступил с критикой законопроекта о профилактике домашнего насилия, заявив, что жертвами насилия являются не только женщины, но и иные члены семьи, а также предложил «не путать квазифеминистский хайп с защитой прав человека».
В апреле 2020 года в своей колонке на новостном портале News.ru дал правовую оценку поправкам в Конституцию Российской Федерации, предложив установить мораторий на принятие антисемейных законопроектов, прописать запрет двойного гражданства для чиновников в их должностных регламентах и кодексах этики, а также ввести уголовную ответственность за оскорбление русского языка.
В октябре 2022 года предложил внести изменения в Основы законодательства о культуре в части приоритетной поддержки деятелей культуры, работающих с военно-патриотической и исторической тематикой. Также он посчитал необходимым прописать обязанность учреждений культуры создавать произведения, учреждать премии и проводить конкурсы патриотической направленности.
На протяжении 2024 года внес 15 законодательных предложений, в том числе:
— о награждении государственным наградам гражданских лиц, проявивших мужество и героизм
— о создании правового механизма, позволяющего возбуждать ходатайства о лишении почетного звания «Народный артист» без вступления в силу обвинительного приговора в совершении уголовного преступления
— о возрождении понятия «особо опасный рецидивист»
— о запрете любой атрибутики СС
— об ужесточении законодательства об иностранных агентах

## Творческая деятельность
Пишет книги, сценарии и снимается в кино.
В феврале 2020 года презентовал свою книгу «Искушение», в которой рассказал о наиболее резонансных делах, которые вел, будучи руководителем аппарата Уполномоченного по правам человека в РФ, проектах, реализованных совместно с Поклонской, о ситуации в Крыму, нарушении прав крымчан и опыте православного паломничества. По одной из глав книги киностудия «Горизонт кино» сняла полнометражный художественный фильм «Пункт пропуска».
В 2021 году стал автором приключенческого детективного фэнтези «Купец в сапогах», в котором на фоне московской и провинциальной жизни конца 19 века в России рассказывается истории любви двух молодых людей — представителей разных сословий, а также разворачивается криминальный сюжет, связанный с пропажей драгоценностей.
В конце 2021 года выпустил книгу-практикум «Как не стать жертвой телефонного мошенничества» по противодействию телефонному и онлайн-мошенничеству.
В 2022 году стал автором военно-приключенческой повести «Красные линии» о российских военнослужащих во время вторжения России на Украину.
С ноября 2022 презентовал книгу в российских регионах, госпиталях и исправительных учреждениях.
В 2023 году под авторством Соловьева вышла в свет военно-приключенческая повесть «Отец Владимир», рассказывающая о священнике, окормляющем российских воинов, в рамках акции «Книга-фронту» повесть регулярно передается в различные подразделения ВС РФ на линии боевого соприкосновения, а также в госпитали.
В 2024 году Соловьев стал автором военно-приключенческой повести «Пробуждение» — пронзительные истории о чудесах, происходящих на войне, показывают, что только с молитвой и верой в сердце можно преодолеть любые трудности и сохранить свою жизнь.

## Санкции
17 апреля 2019 года включен в базу данных украинского сайта «Миротворец».
За участие в создании фильма «Пункт пропуска», Министерство культуры и информационной политики Украины внесло Соловьёва в перечень лиц, которые создают угрозу для национальной безопасности Украины.

## Награды и благодарности
- Благодарность Президента Российской Федерации.[1]
- Благодарность Председателя Совета Федерации Федерального собрания РФ.
- Почётное звание «Заслуженный юрист России».
- Медаль «За взаимодействие» (Генеральная прокуратура России).
- Медаль «За укрепление боевого содружества» (Министерство обороны России).
- Медаль «За взаимодействие» (ФСО России).
- Медаль «300 лет первой следственной канцелярии России» (Следственный комитет России).
- Медаль «За содружество во имя спасения» (МЧС России).
- Медаль «За вклад в развитие уголовно-исполнительной системы России» (ФСИН России).
- Орден святого благоверного князя Даниила Московского III степени (РПЦ).
- Медаль Святого Преподобного Макария Жабынского и Белевского II степени Белевской Епархии (РПЦ).
- Медаль за церковные заслуги перед Владивостокской и приморской епархией III степени (РПЦ).
- Орден Дружбы (Республика Южная Осетия).
- Медаль «В ознаменование 10-летия победы в Отечественной войне народа Южной Осетии» (Республика Южная Осетия).
- «Почётный донор России»
- Орден Почета (Республика Южная Осетия)[51].